# Verónica García-Huidobro
María Verónica García-Huidobro Valdés (13 de junio de 1960) es una actriz y directora teatral chilena que ha participado en teatro, cine y televisión.
Especialista en Pedagogía Teatral, estudió en la Pontificia Universidad Católica de Chile obteniendo su título en 1983 donde posteriormente fue directora de la escuela de teatro y hoy ejerce como académica.  

## Vida
La menor de seis hermanos, desde pequeña jugaba a ser profesora lo que siempre estuvo muy ligado a su carrera. Ingresó a teatro en 1979 justo cuando se reabriera la carrera tras el golpe militar. Escondió por muchos años ser profesora teatral durante la universidad por la mala valoración del oficio en ese entonces lo que le desencadenó una depresión a los 27 años obligándola a dejar algunas obras de teatro y que, dice, sanó con la educación teatral. Fue reconocida por su trayectoria por la Fundación Teatro a Mil el año 2015.

### Vida artística
Con vasta trayectoria en el teatro Ha actuado en obras como Cinema Utoppia (1985 y 1999), 99-La morgue (1987), Éxtasis (1994), Río Abajo (1995), Fin del Eclipse (2007) y Chile Bi 200 (2009). Dirigió Matando el siglo (1998), La casa de Bernarda Alba (1999), El velero en la botella de Jorge Díaz para el Teatro Nacional en 1999 y en el Teatro UC las obras Tango de Ana María Harcha en 2000 y Querida Elena de Ludmila Razoumovskaia en 2003 También desarrollándose en los ámbitos del teatro académicos de producción y dirección teatral.

## Títulos
- 1983: Título Profesional: Actriz - Escuela de Teatro PUC de Chile.
- 1992: Post-Título: Mención en Dirección Teatral - Escuela de Teatro. PUC de Chile;
- 2008: Grado Académico de Licenciada en Actuación Teatral 2001: Diplomado en Pedagogía Teatral – Centro de Extensión PUC
- 2009: Grado Académico de Magíster Gestión y Dirección Escolar de Calidad -Universidad del Desarrollo/Fundación Chile[1]

### Publicaciones
- 1992-97 “Actualización de las Prácticas Pedagógicas – Documento Nº 7 Metodología de la Expresión – Pedagogía Teatral” Ministerio de Educación – MECE – CPEIP[1]
- 1996/98: Educación Especial: Acciones de Perfeccionamiento
- 1996/02: “Manual de Pedagogía Teatral” - Editorial Los Andes Inscripción N.º 95.725 - Santiago de Chile – Cuarta Edición
- 2001:Plan Diferenciado de Teatro para tercer y cuarto año de Enseñanza Media, Ministerio de Educación. Programa para la Reforma Educacional chilena
- 2004: “Pedagogía Teatral: metodología activa en el aula” Ediciones Universidad Católica de Chile

### Obras dirigidas
- 1991: "Punto de Encaje" de Mónica Leyton.[1]
- 1993: "Matando el siglo" de Jimmy Daccarett.
- 1994: Teatro Escuela Imagen Obra: "La casa de Bernarda Alba"de Federico García Lorca.
- 1994: "Hombres Oscuros. Pies de Mármol" de Francesca Lombardo y Alfredo Castro.
- 1995: "Santa Agonía" de George Bernanós (adaptación Luna del Canto).
- 1996: Escuela de Teatro PUC Obra: "Marat Sade" de Peter Weiss (adaptación Luna Del Canto).
- 1996: "La Máquina de Sumar" de Elmer Rice.
- 1998: II Festival de Autores Jóvenes - Escuela de Teatro PUC Obra: "Tango" de Ana María Harcha.
- 1999: "Boca Abierta" de Alejandra Costamagna.
- 1999: "El Velero en la Botella" de Jorge Díaz.
- 2003: "Querida Elena" de Ludmilla Razumoskaia.
- 2012: “Producción de “JOTA I (la hermana JI)”
- 2013-1993: Compañía La Balanza: Teatro y Educación. Obras : “Demian@”, “Extremo Austral – Unipersonal”, "Hijo del Sol”, “Jota i (la hermana Ji)", "A Medio Filo", "Mitra, la
- 2014 : Compañía La Balanza: teatro y educación Obra : “JOTA I (la hermana JI)” Temporadas en Mori Vitacura, Teatro UC y Teatro a Mil Giras a La Serena y Valparaíso.
- 2015 : Compañía La Balanza: teatro y educación Obra : “JOTA I (la hermana JI)”7 2012/13: Compañía La Balanza: Teatro y Educación Dirección General FONDART.